# Ölandspoorlijn
De Ölandspoorlijn Zweeds: Ölands Järnvägar (afgekort: ÖJ) is een voormalige Zweedse smalspoorlijn op het eiland Öland met een spoorbreedte van 891 mm die in 1928 geopend en in 1961 werd opgeheven. Het 151 km lange traject viel in twee delen uiteen; plaats van wisseling was Borgholm. Het bestond uit smalspoor en diende, naast personenvervoer, voornamelijk om suikerbieten naar Mörbylånga te vervoeren. Delen van de spoorlijn liggen nu nog in het landschap en op sommige plaatsen op het eiland zijn de restanten van een rangeerterrein te zien.
Ölands Järnvägar was een fusie tussen de Borgholm-Böda Järnvag (BBJ) en de Södra Öland Järnvag (SÖJ). Het traject van de BBJ is vrijwel gelijk aan de huidige Zweedse weg 136.

## Opmerking
- Randstadvägen is een halteplaats bij de dorp Ranstad;
- Torpsby (of Torps By) is een spoorwegovergang / stopplaats;
- Mörbylånga had drie haltes aan de lijn, waarvan twee met stationnetje;
- Bring is later omgedoopt tot Bredinge.